# Najah al-Attar
Najah al-Attar (em árabe: نجاح العطار; Damasco, 10 de janeiro de 1933) é uma política síria e a atual vice-presidente de seu país, no cargo desde 2006. É a primeira mulher árabe a ocupar o cargo. Anteriormente, foi Ministra da Cultura da Síria, entre 1976 e 2000.
Attar nasceu em 10 de janeiro de 1933 e foi criada em Damasco, parte de uma família muçulmana sunita. Seu pai foi um dos primeiros líderes nacionalistas árabes que participaram da revolta de 1925-1927 contra o mandato francês da Síria. Estudou na Universidade de Damasco, graduando-se em 1954, e obteve um PhD em literatura árabe na Universidade de Edimburgo, no Reino Unido, em 1958. Também recebeu vários certificados em relações internacionais e em crítica literária e de arte.

## Carreira
Attar é uma tradutora talentosa. Começou a lecionar em escolas secundárias em Damasco após seu retorno da Escócia, e depois trabalhou no Departamento de Tradução do Ministério da Cultura da Síria. Em 1976, foi nomeada Ministra da Cultura, durante o governo de Hafez al-Assad, exercendo esse cargo até 2000. Em 23 de março de 2006, ela foi nomeada como vice-presidente da Síria durante a gestão de Bashar al-Assad.